# Stanisław Kotowicz
Stanisław Kotowicz (ur. 30 września 1885 w Samborze) – polski nauczyciel, polonista.

## Życiorys
Stanisław Kotowicz urodził się 30 września 1885 w Samborze. W 1903 ukończył VIII klasę i zdał egzamin dojrzałości w C. K. Gimnazjum Arcyksiężniczki Elżbiety w Samborze (w tym roku II klasę ukończył Aleksander Kotowicz, a III klasę ukończył Eugeniusz Kotowicz).
Reskryptem C. K. Rady Szkolnej Krajowej z 21 sierpnia 1908 jako kandydat stanu nauczycielskiego został mianowany zastępcą nauczyciela w C. K. Gimnazjum w Sanoku i 30 września 1908 podjął tam pracę. W tej szkole uczył języka polskiego, języka łacińskiego, języka greckiego, historii, matematyki. W październiku i listopadzie 1911 otrzymywał urlop celem przygotowania się do egzaminu nauczycielskiego, a później otrzymał urlop na całe drugie półrocze roku szkolnego 1911/1912 na poratowanie zdrowia. Był działaczem sanockiego koła Towarzystwa Nauczycieli Szkół Wyższych.
Rozporządzeniem C. K. Rady Szkolnej Krajowej z 5 września 1912 został przeniesiony z sanockiego gimnazjum do Gimnazjum w Tłumaczu. W późniejszych latach pozostając nauczycielem tłumackiego gimnazjum został przydzielony do C. K. II Gimnazjum w Stanisławowie. Po odzyskaniu przez Polskę niepodległości (1918) i nastaniu II Rzeczypospolitej, będąc już nauczycielem w przemianowanym II Państwowym Gimnazjum w Stanisławowie, od 1 lutego 1921 przebywał na urlopie płatnym na poratowania zdrowia.
Według Jerzego Starnawskiego Stanisław Kotowicz zmarł ok. 1921/1922.

## Publikacje
- Postać Goplany w twórczości Słowackiego (Lwów, 1909, w: Cieniom Juliusza Słowackiego, rycerza napowietrznej walki, która się o narodowość naszą toczy)
- Wątek ideowy w „Balladynie” J. Słowackiego i w „Weselu” St. Wyspiańskiego (Sanok, 1909, w: XXVIII. Sprawozdanie Dyrektora C. K. Gimnazyum w Sanoku za rok szkolny 1908/9)[17]
- Wątek ideowy w „Balladynie” J. Słowackiego i w „Weselu” St. Wyspiańskiego (ciąg dalszy) (Sanok, 1910, w: XXIX. Sprawozdanie Dyrektora C. K. Gimnazyum w Sanoku za rok szkolny 1909/10)[18][19]
- Z lektury „Pana Tadeusza” (lekcya i wnioski) (Sanok, 1910, w: XXIX. Sprawozdanie Dyrektora C. K. Gimnazyum w Sanoku za rok szkolny 1909/10[20]; Lwów, 1910/11)
- Synteza i analiza „Wesela” Stan. Wyspiańskiego (Lwów, 1912)
- Z. Krasiński wobec „Króla Ducha” (Sanok, 1912, w: XXXI. Sprawozdanie Dyrektora c.k. Gimnazyum w Sanoku za rok szkolny 1911/12)[21]
- Resurrecturis Z. Krasińskiego (w: „Tygodnik Ziemi Sanockiej” Nr 7-8/1912)[22][23]
- Tragedya St. Wyspiańskiego „Sędziowie” (w: „Tygodnik Ziemi Sanockiej” Nr 10-12/1912)[24][25][26]